# Города-герои
Го́род-геро́й — высшая степень отличия, которой удостоены двенадцать городов Советского Союза, прославившихся своей героической обороной во время Великой Отечественной войны 1941—1945 годов (список городов см. ниже). Кроме этого, Брестской крепости присвоено звание Крепости-героя.

## История присвоения звания в СССР

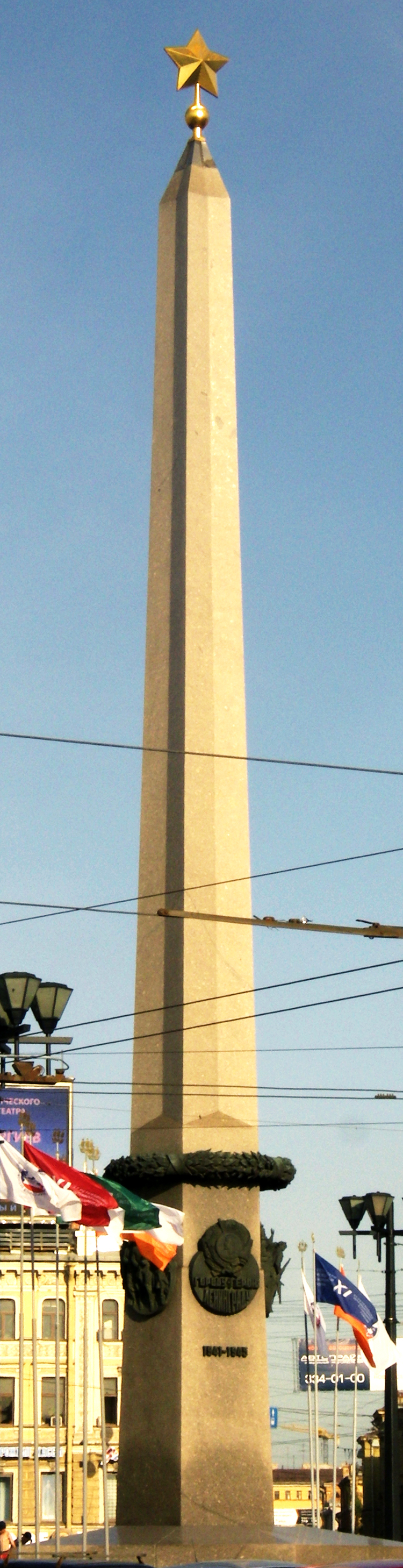
Обелиск «Городу-Герою Ленинграду», площадь Восстания, Санкт-Петербург

Впервые словосочетание "город-герой" было введено в 1942 году, когда в передовой статье газеты "Правда" так были названы города, при защите которых воины и жители проявили героизм, мужество и стойкость. В дальнейшем это словосочетание встречалось в других публикациях военного времени. Официальный статус город-герой был введён 1 мая 1945 года - в приказе Верховного главнокомандующего № 20 от 1 мая 1945 года так были названы города Ленинград, Сталинград, Севастополь и Одесса. Киев был назван городом-героем в Указе Президиума Верховного Совета СССР от 21 июня 1961 года «Об учреждении медали „За оборону Киева“».
Положение о почётном звании «Город-Герой» было утверждено позже, 8 мая 1965 года, Указом Президиума Верховного Совета СССР. В этот же день вышло семь указов, в соответствии с которыми Ленинграду и Киеву вручалась медаль «Золотая Звезда», Волгограду (бывшему Сталинграду), Севастополю и Одессе вручались медаль «Золотая Звезда» и орден Ленина, а Москве и Брестской крепости впервые присваивалось звание «Город-Герой» и «Крепость-Герой» соответственно с вручением медали «Золотая Звезда» и ордена Ленина.
18 июля 1980 года формулировка Положения была изменена: в нём стало говориться не о почётном звании, а о высшей степени отличия — звании «Город-Герой».
В Положении о звании говорится:

1. Высшая степень отличия — звание «Город-Герой» присваивается городам Советского Союза, трудящиеся которых проявили массовый героизм и мужество в защите Родины в Великой Отечественной войне 1941—1945 гг.

<…>

3. Городу, удостоенному высшей степени отличия — звания «Город-Герой»:

а) вручаются высшая награда СССР — орден Ленина и медаль «Золотая Звезда»; 

б) выдаётся Грамота Президиума Верховного Совета СССР.

<…>

6. На знамени города, удостоенного высшей степени отличия — звания «Город-Герой», изображаются орден Ленина и медаль «Золотая Звезда».
7. В городе, удостоенном высшей степени отличия — звания «Город-Герой», устанавливается обелиск с изображением ордена Ленина, медали «Золотая Звезда» и текстом Указа Президиума Верховного Совета СССР.
— Положение о высшей степени отличия — звании «Город-Герой» (текст)
Из всех двенадцати городов-героев на своих гербах имеют изображение медали «Золотая Звезда» города Волгоград, Керчь, Севастополь, Смоленск, Одесса. Тула имеет изображение медали на флаге города. Ранее изображение медали имелось на гербах городов Киев, Ленинград, Новороссийск, но с изменением гербов этих городов изображения медали «Золотая Звезда» не оказалось.
В 2015 году к 70-летию Победы в Великой Отечественной войне городам-героям переданы на вечное хранение Мечи Победы. Изготовленные в Златоусте мечи покрыты золотом высшей 999,9-й пробы и инкрустированы уральскими самоцветами — гранатами, символизирующими пролитую кровь, и голубыми топазами, которые считаются символом мира. Длина мечей составляет 1,2 метра, вес — более пяти килограммов. На клинке, украшенном растительным орнаментом, высечены знаменитые слова, приписываемые князю Александру Невскому: «Кто с мечом к нам придет, тот от меча и погибнет». В 2022 году аналогичные Мечи Победы вручены представителям городов воинской славы.

## Города-герои и крепость-герой в СССР
Примечание: наименования городов указаны по состоянию на 1965 год, когда было утверждено положение о городах-героях. Курсивом указаны даты для городов, по которым в 1965 году указов Президиума ВС СССР о присвоении звания не издавалось по причине их определения в качестве городов-героев в более ранних актах (см. выше).
| №     | Наименование                              | Дата Указа Президиума ВС СССР о присвоении звания (награждении) | Современная государственная принадлежность |
| ----- | ----------------------------------------- | --------------------------------------------------------------- | ------------------------------------------ |
| 1     | Ленинград (с 1991 года — Санкт-Петербург) | 8 мая 1965 года                                                 | Россия                                     |
| 2     | Одесса                                    | 8 мая 1965 года                                                 | Украина                                    |
| 3     | Севастополь                               | 8 мая 1965 года                                                 | Россия/ Украина                            |
| 4     | Волгоград (до 1961 года — Сталинград)     | 8 мая 1965 года                                                 | Россия                                     |
| 5     | Киев                                      | 8 мая 1965 года                                                 | Украина                                    |
| 6     | Брестская крепость                        | 8 мая 1965 года                                                 | Беларусь                                   |
| 7     | Москва                                    | 8 мая 1965 года                                                 | Россия                                     |
| 8     | Керчь                                     | 14 сентября 1973 года                                           | Россия/ Украина                            |
| 9     | Новороссийск                              | 14 сентября 1973 года                                           | Россия                                     |
| 10    | Минск                                     | 26 июня 1974 года                                               | Беларусь                                   |
| 11    | Тула                                      | 7 декабря 1976 года                                             | Россия                                     |
| 12    | Мурманск                                  | 6 мая 1985 года                                                 | Россия                                     |
| 13    | Смоленск                                  | 6 мая 1985 года                                                 | Россия                                     |
| 1. 2. |                                           |                                                                 |                                            |

### Памятные обелиски и стелы в городах-героях

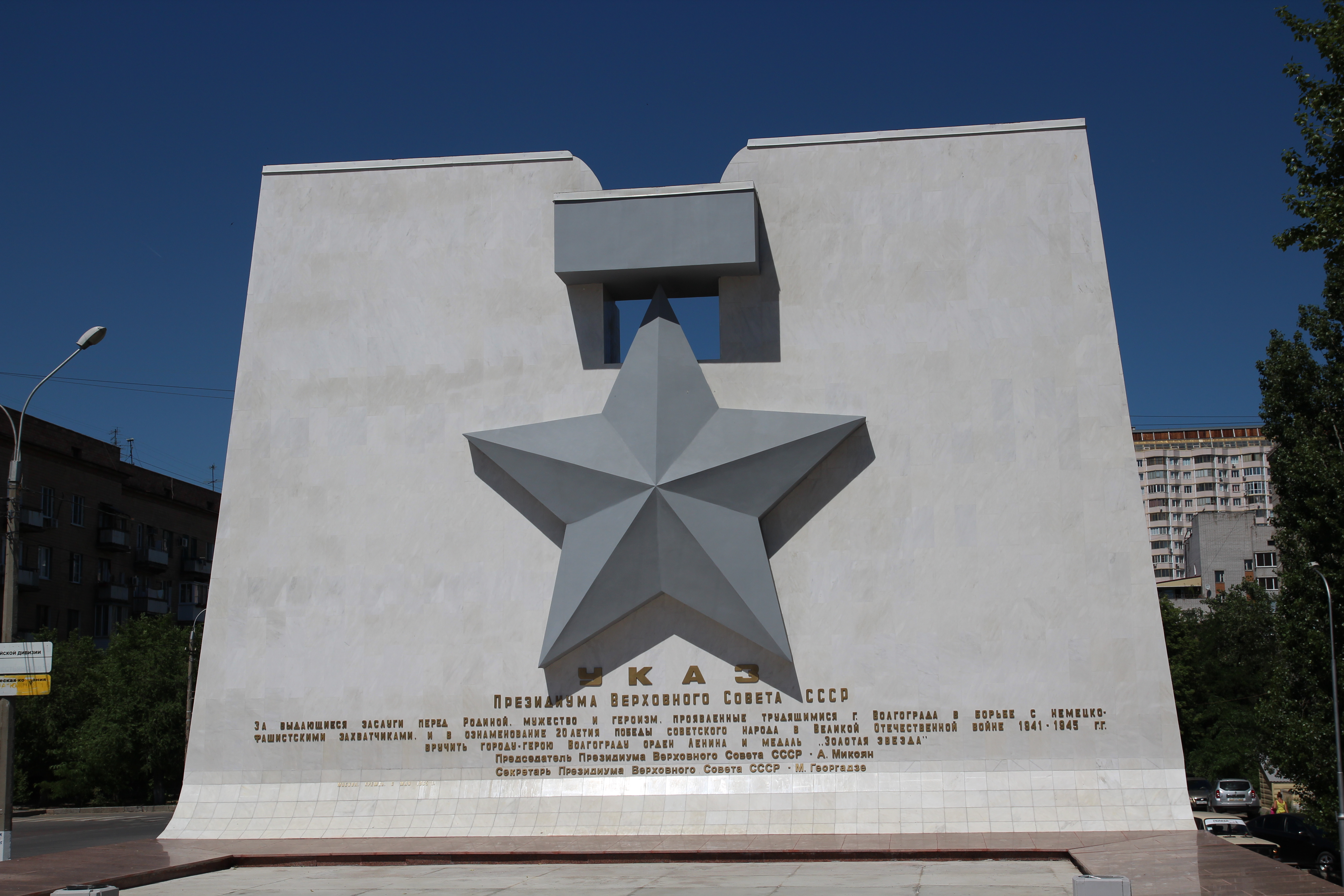
Стела «Городу-Герою Волгограду»
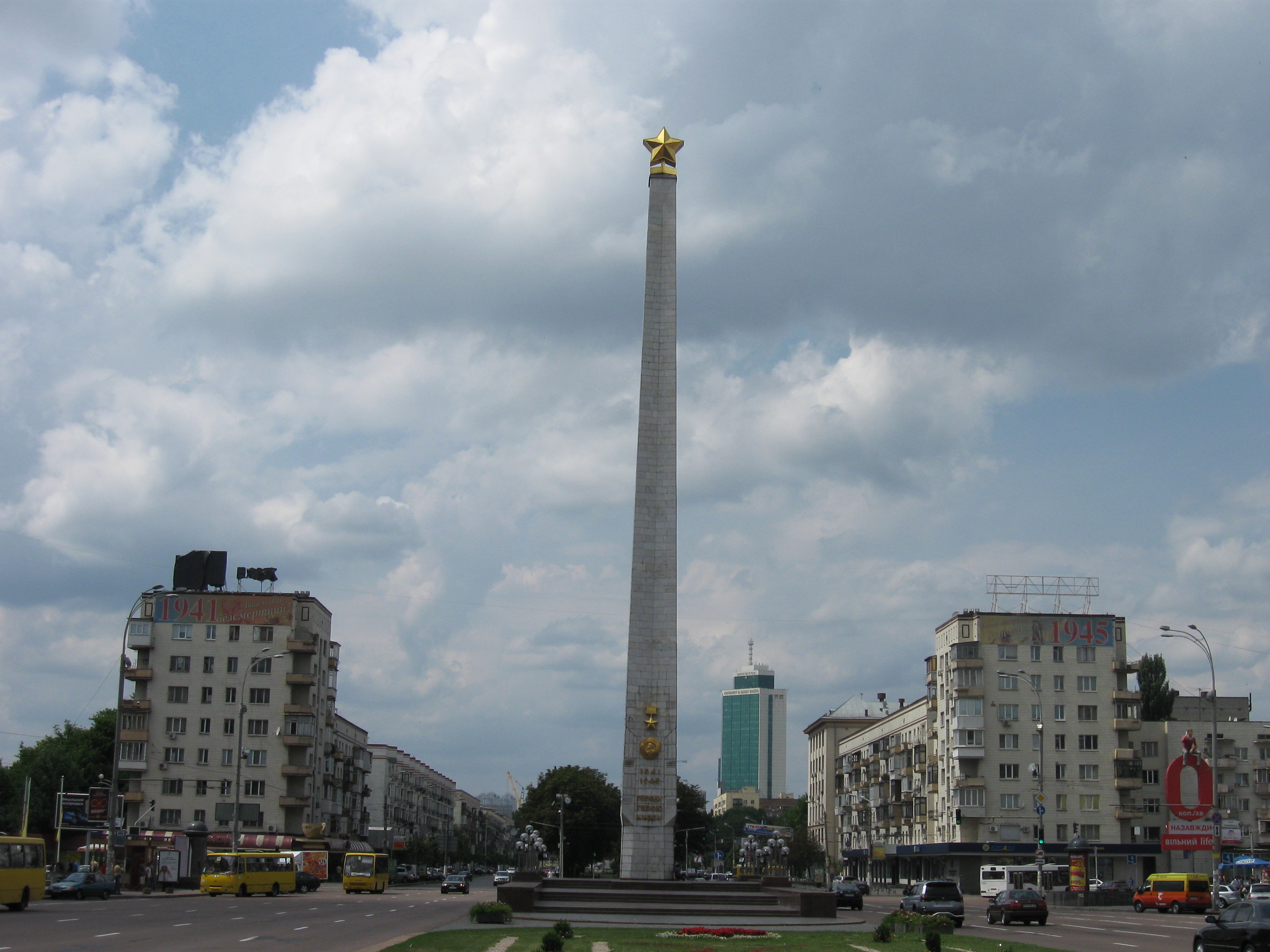
Обелиск «Городу-Герою Киеву»
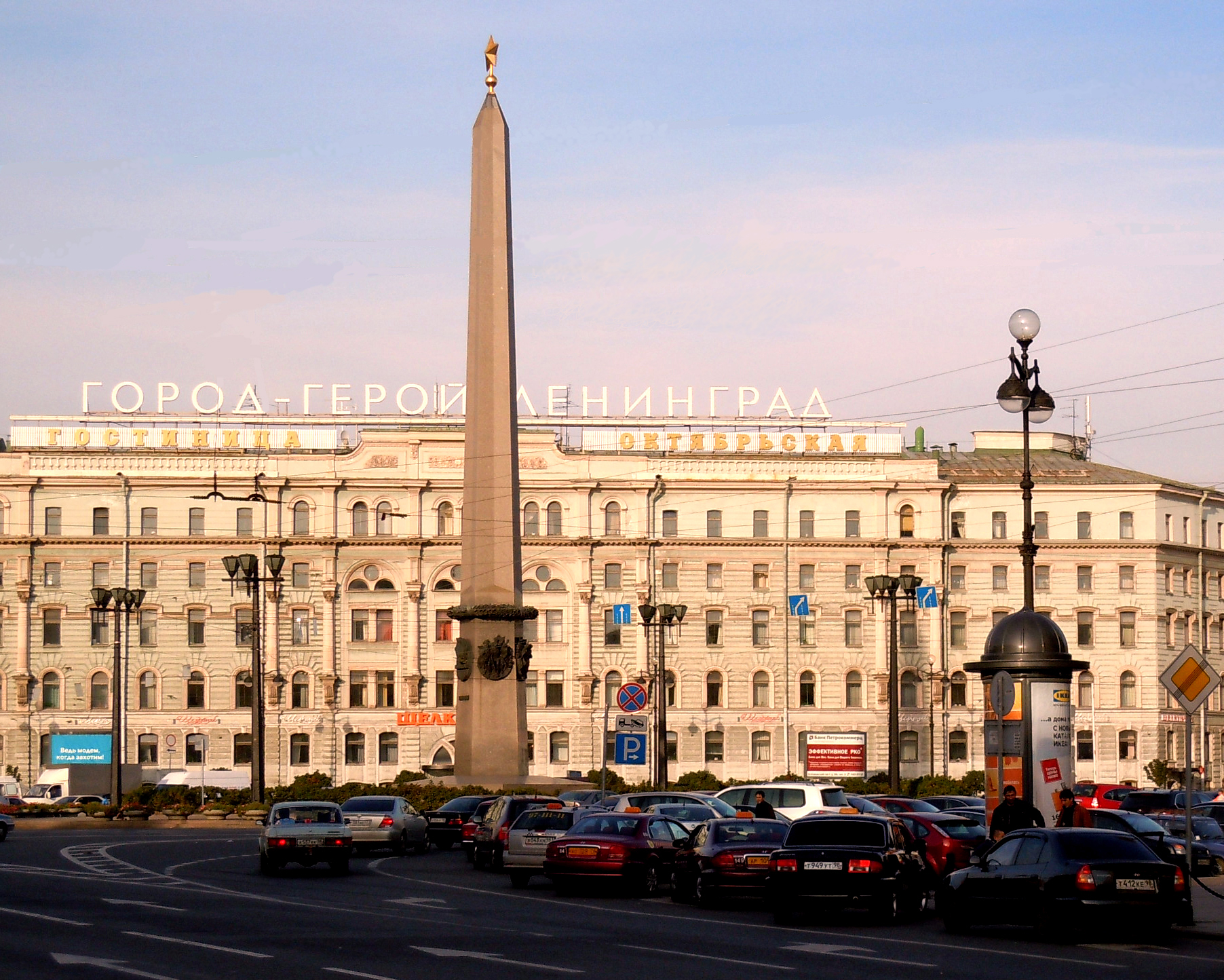
Обелиск «Городу-Герою Ленинграду»
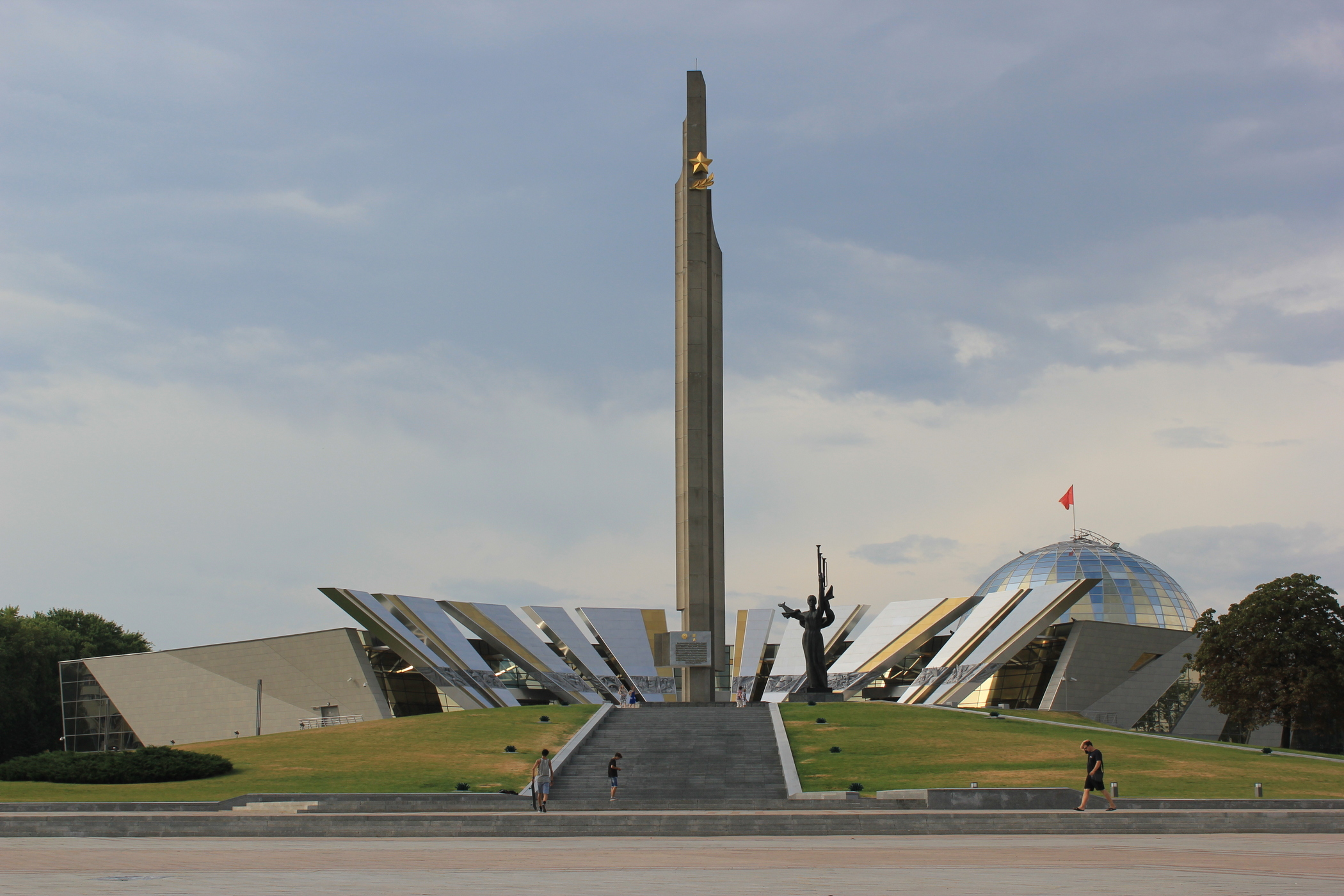
Обелиск «Городу-Герою Минску»
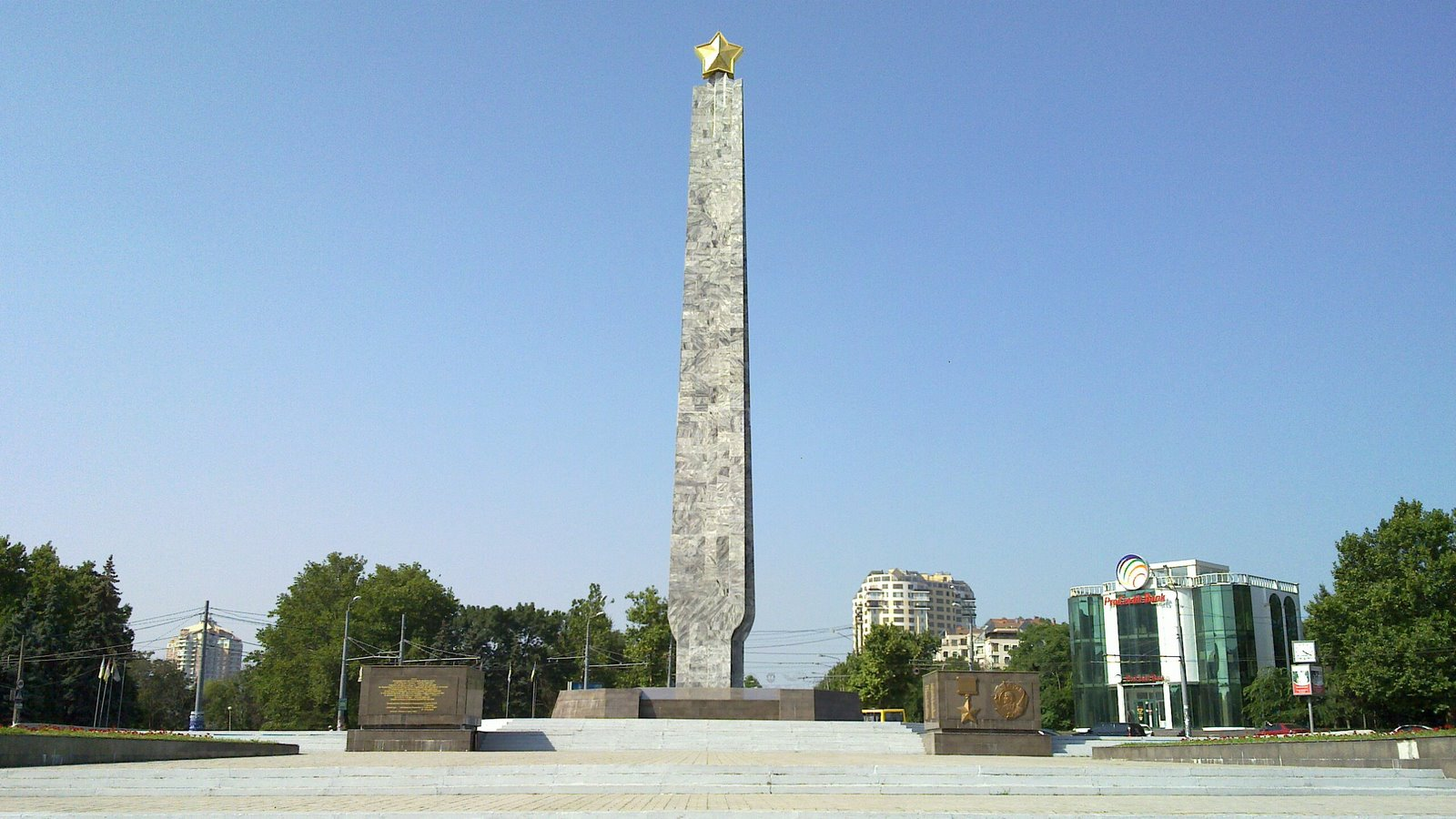
Обелиск «Городу-Герою Одессе»
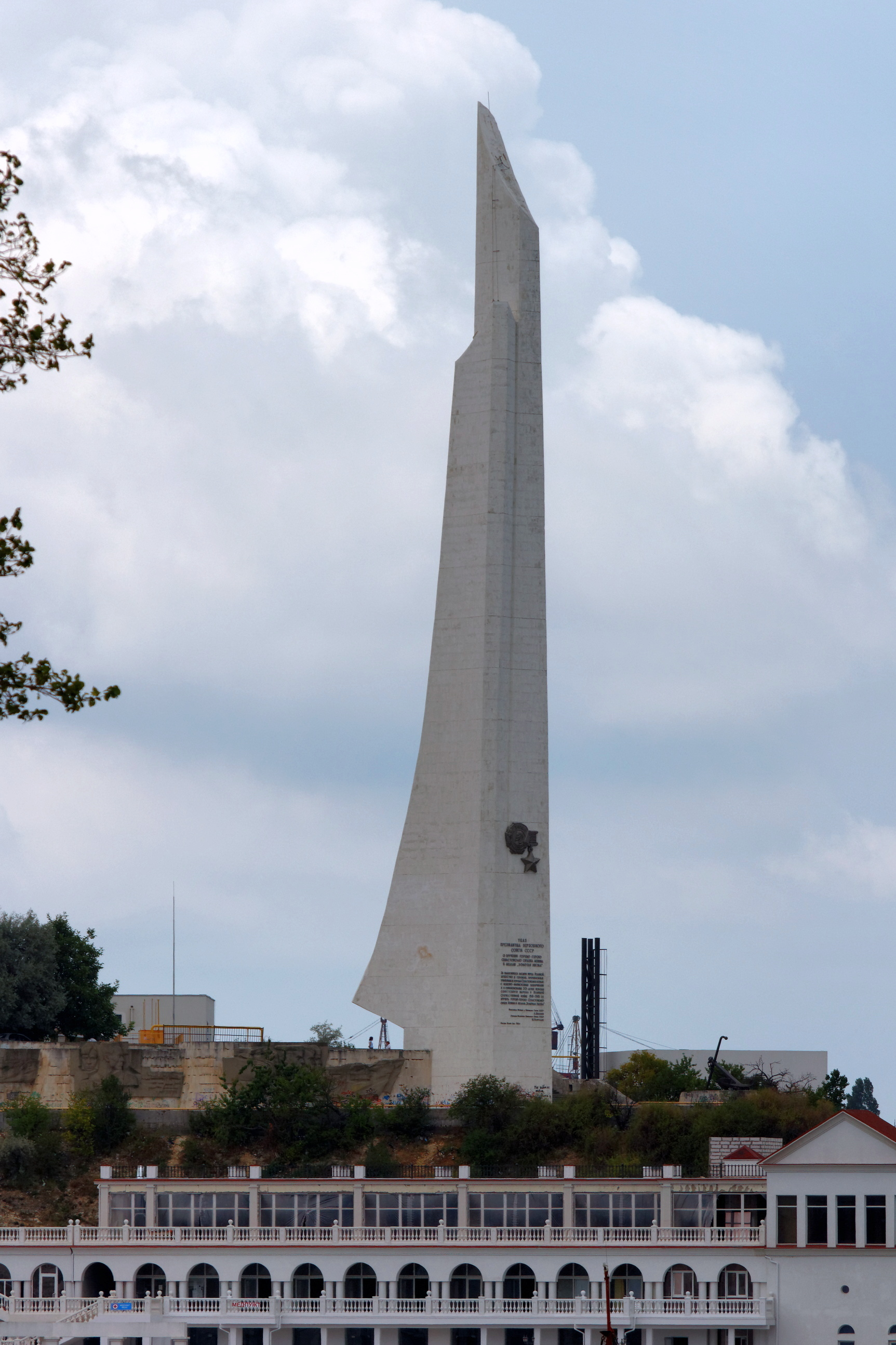
Обелиск «Городу-Герою Севастополю»

### Мемориалы, посвящённые городам-героям

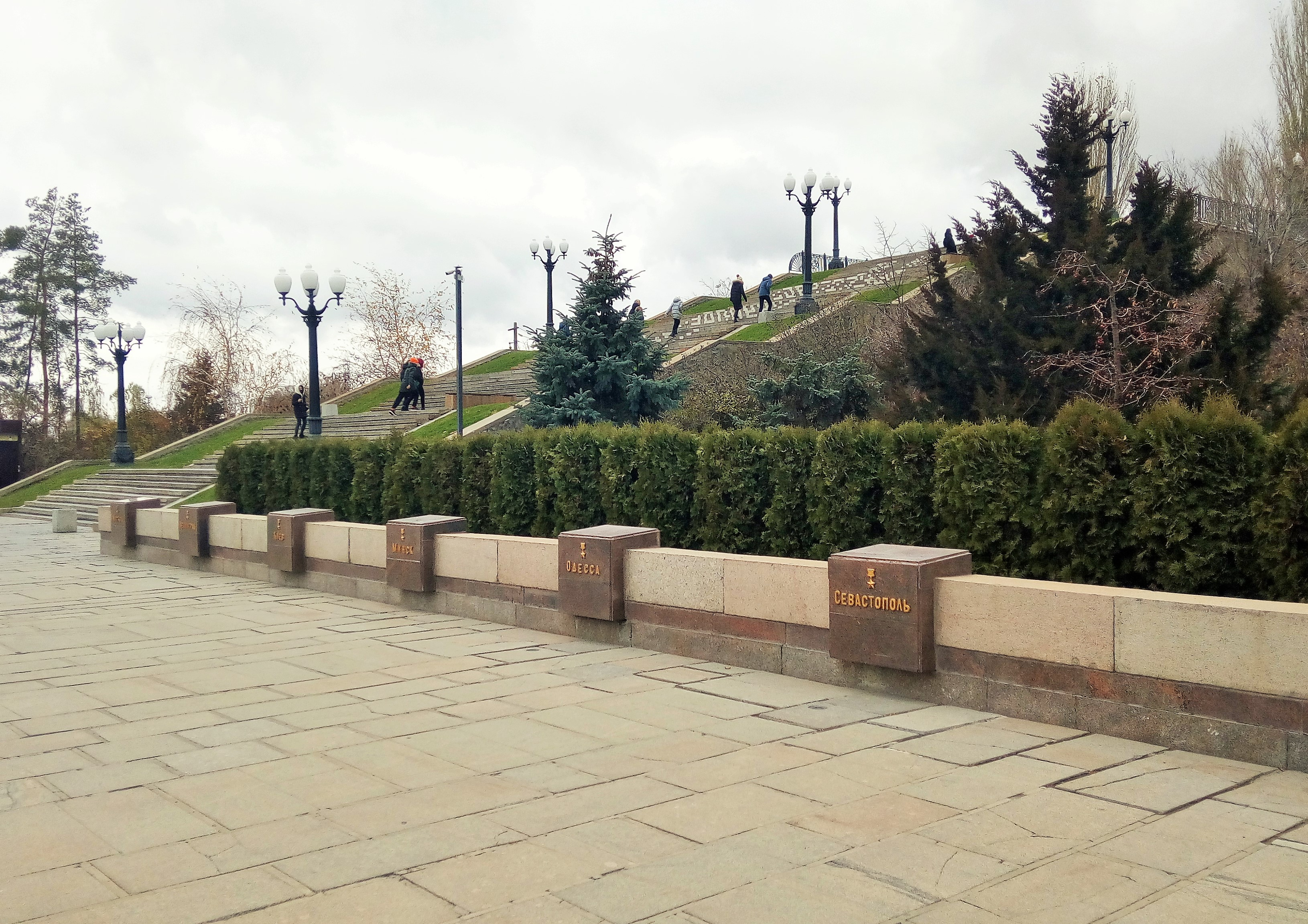
Мемориал городам-героям в Волгограде
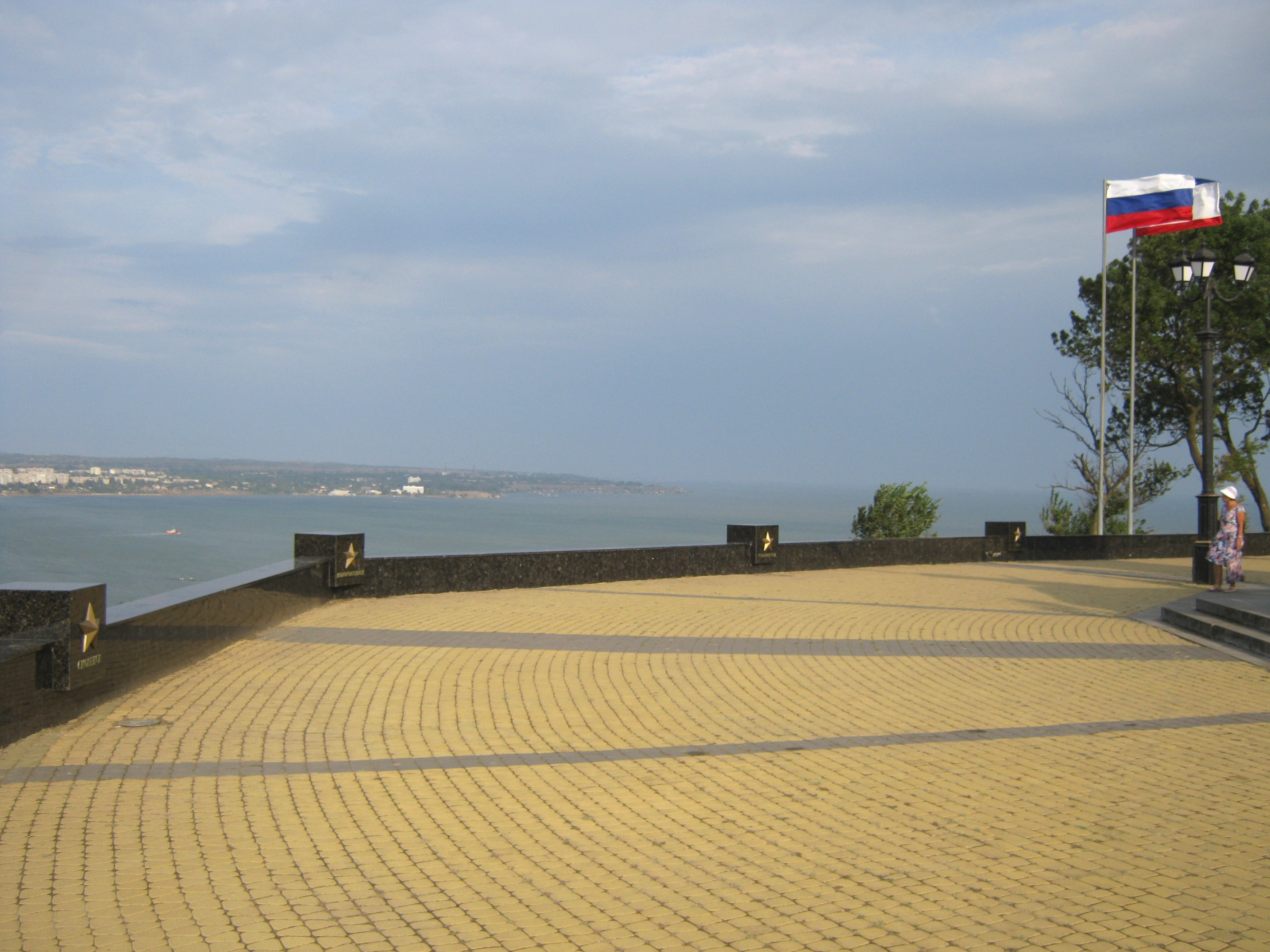
Мемориал городам-героям в Керчи
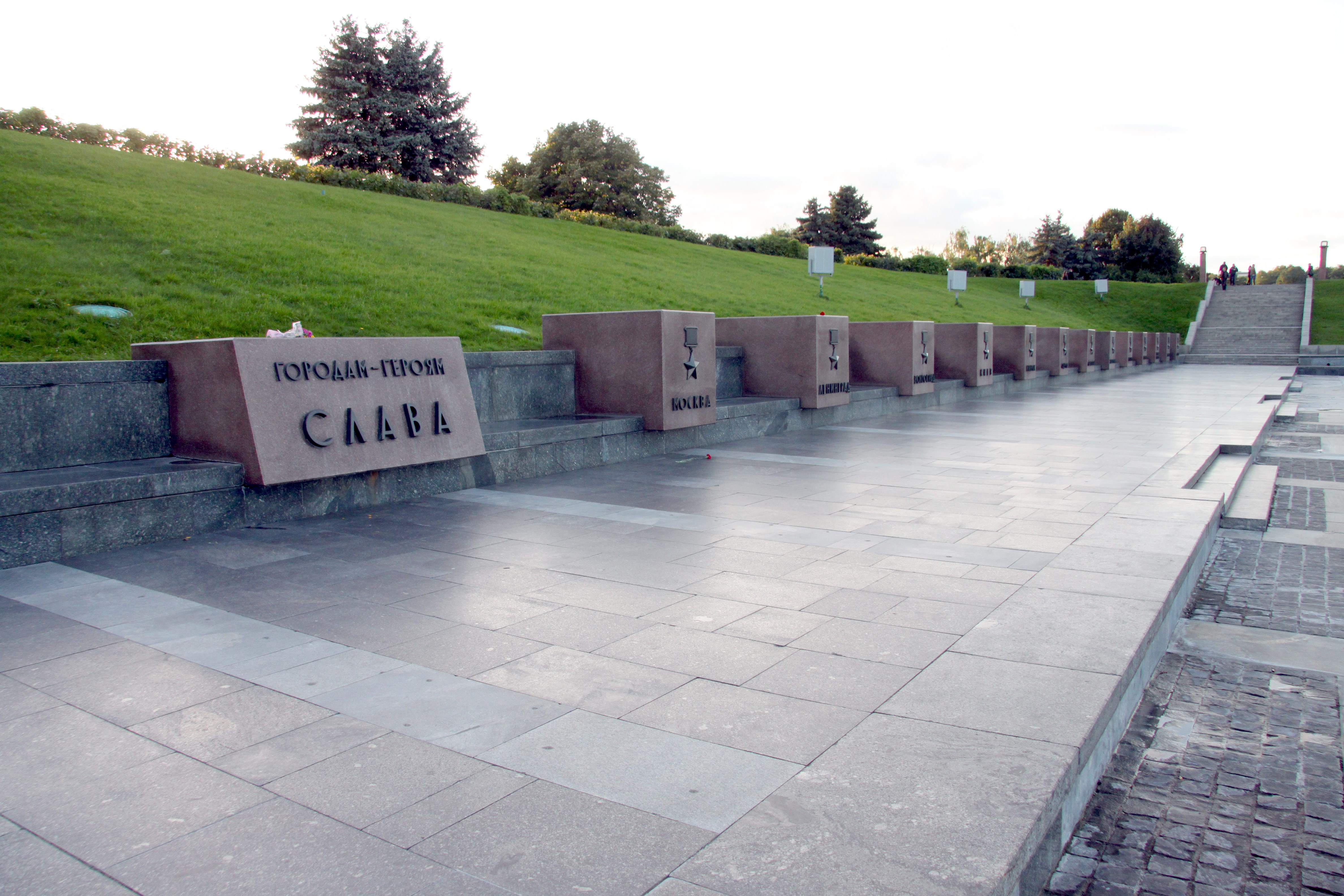
Мемориал городам-героям в Киеве
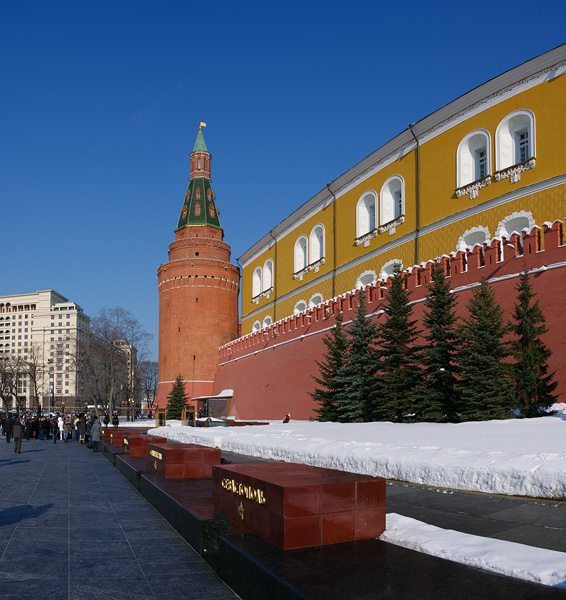
Мемориал городам-героям в Москве
Мемориал городам-героям в Новороссийске
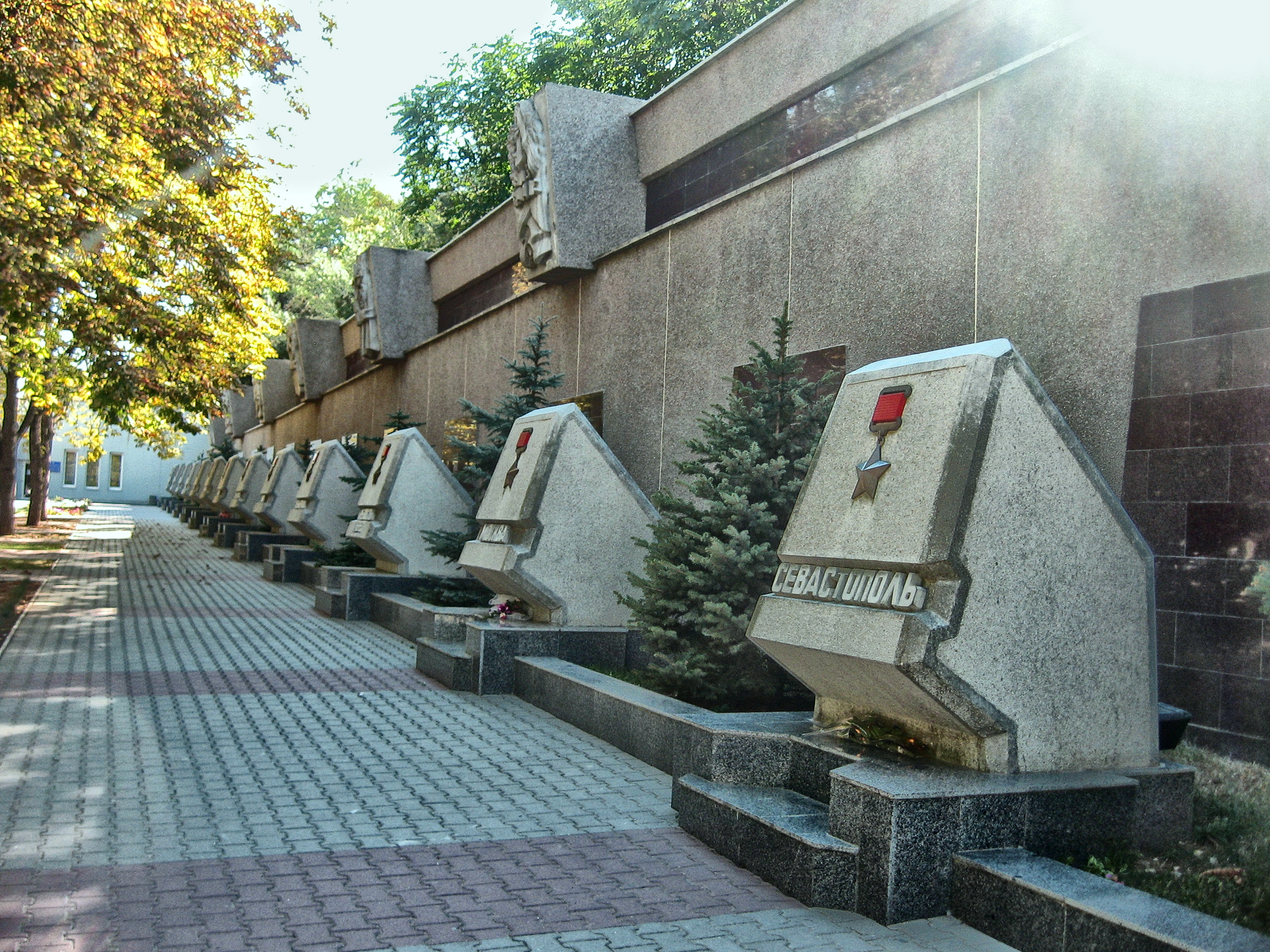
Мемориал городам-героям в Севастополе
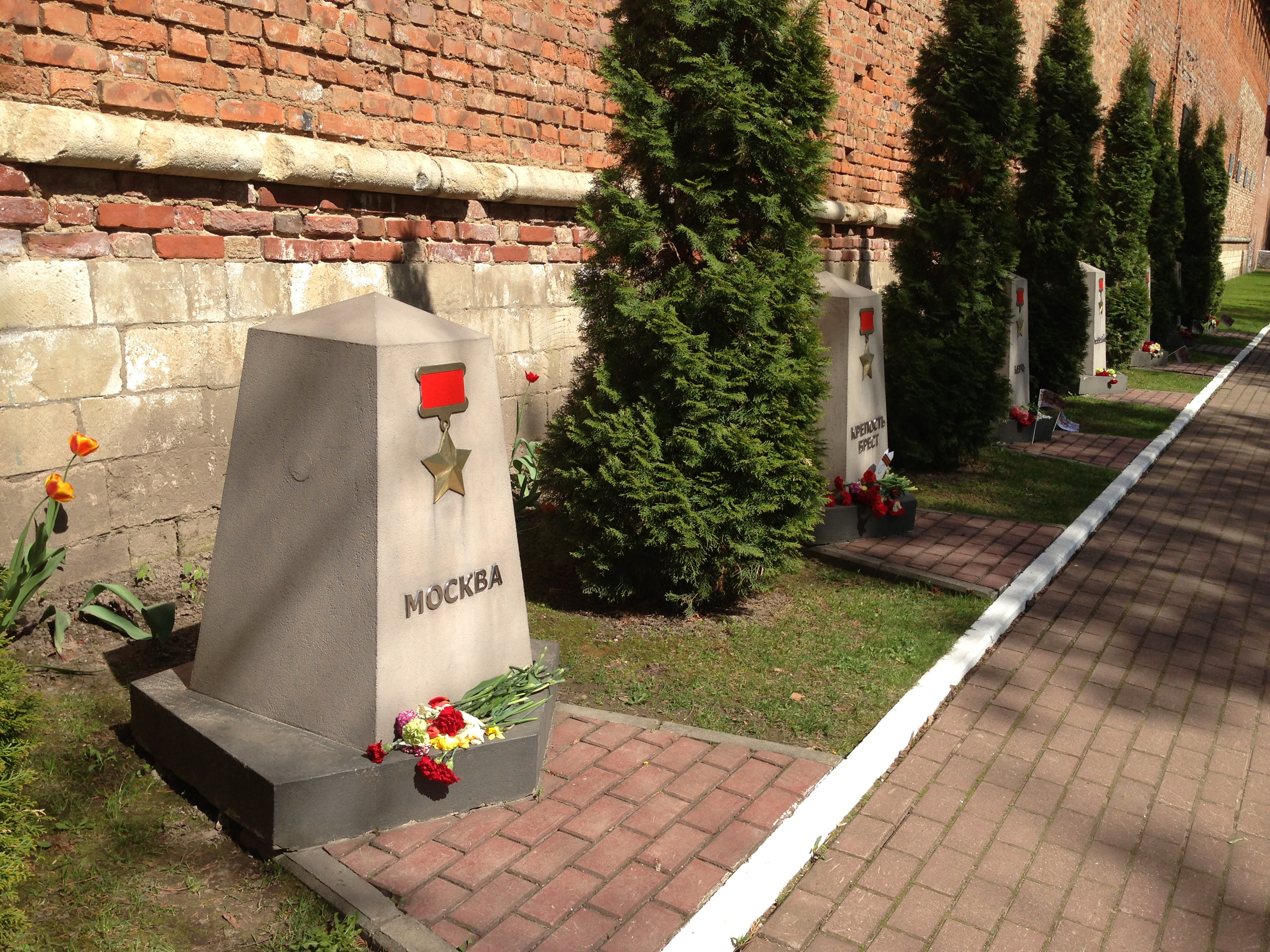
Мемориал городам-героям в Смоленске
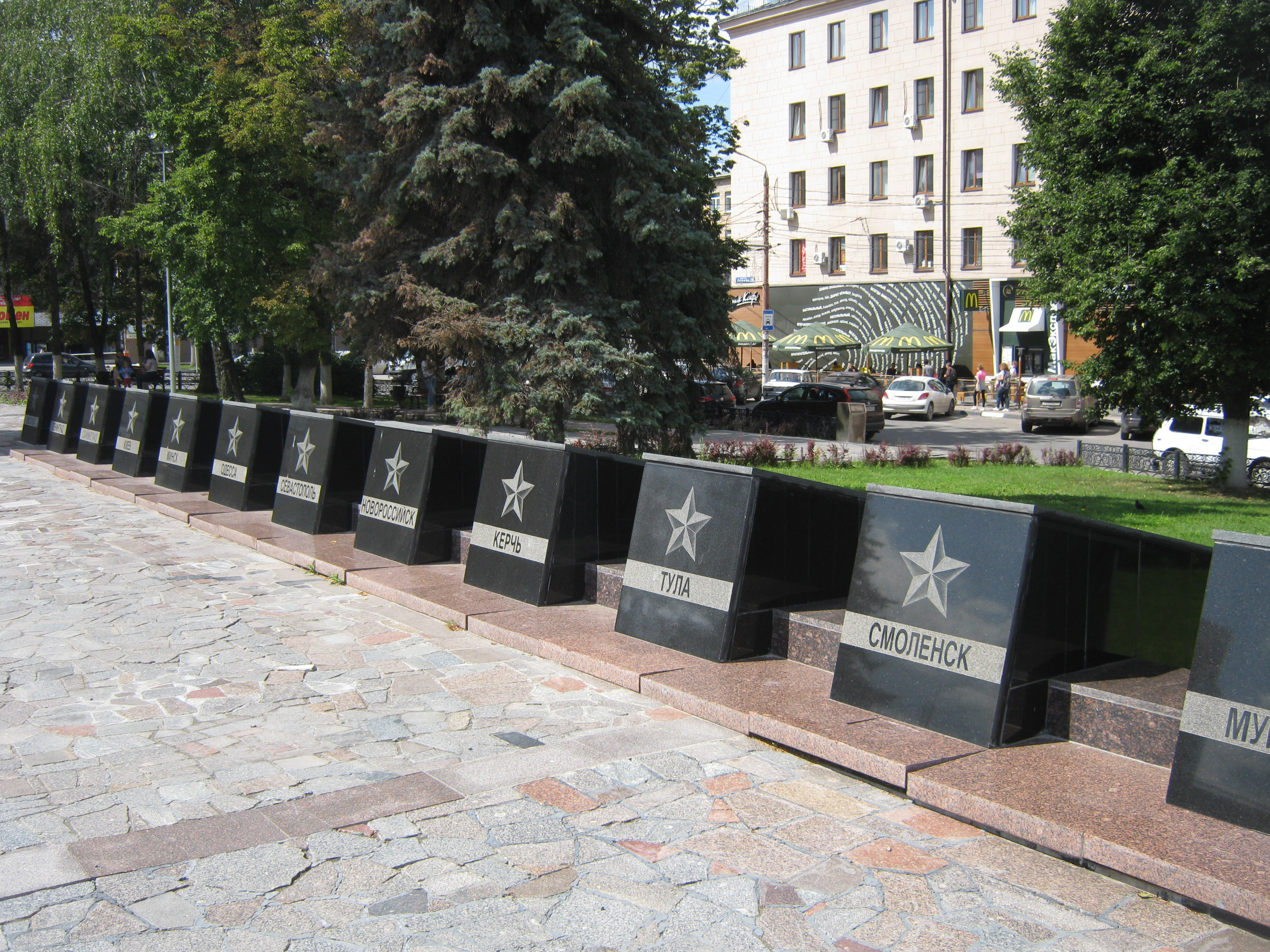
Мемориал городам-героям в Туле
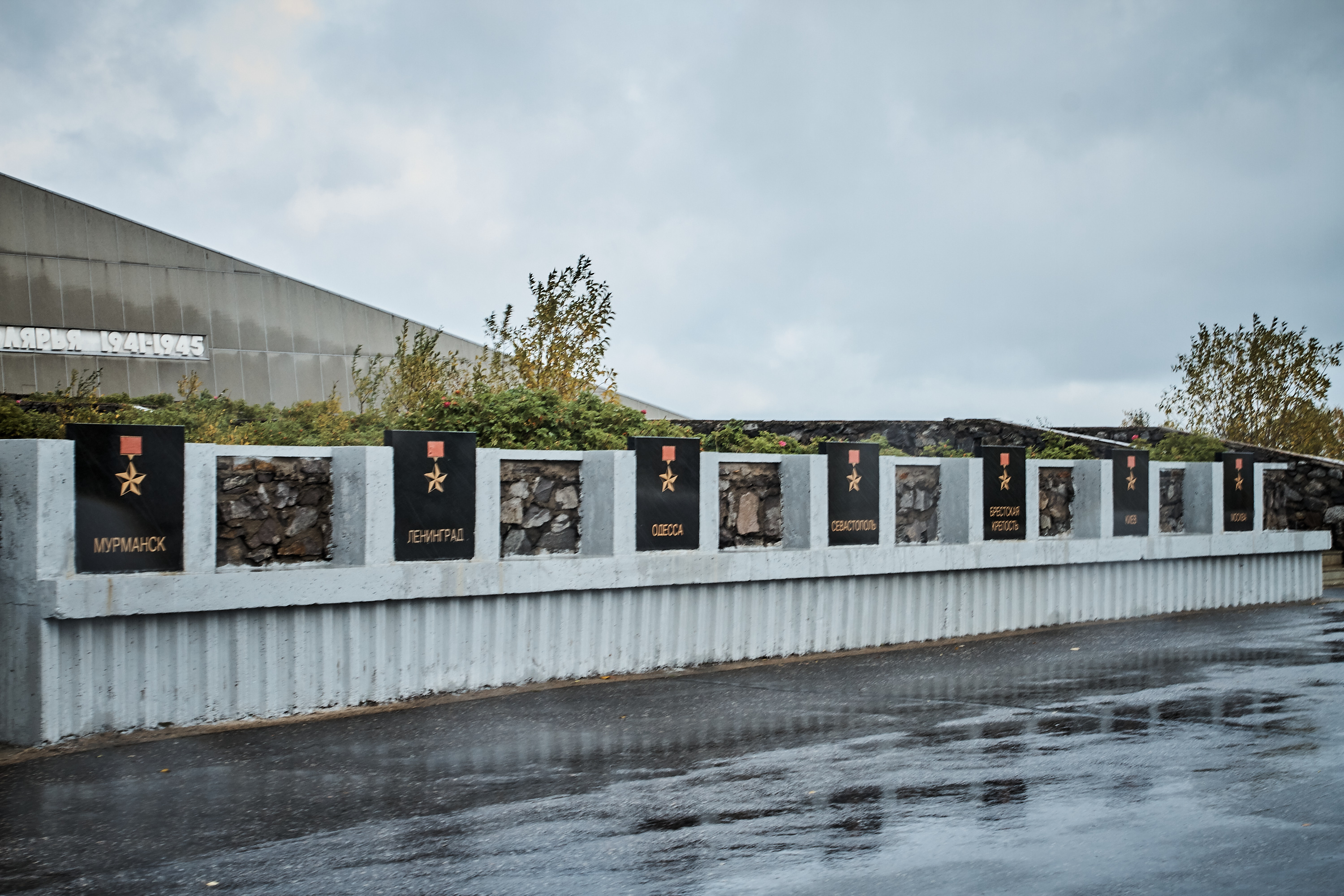
Аллея городов-героев в Мурманске

### Галерея
Советские почтовые марки 1944 года «Города-Герои»:

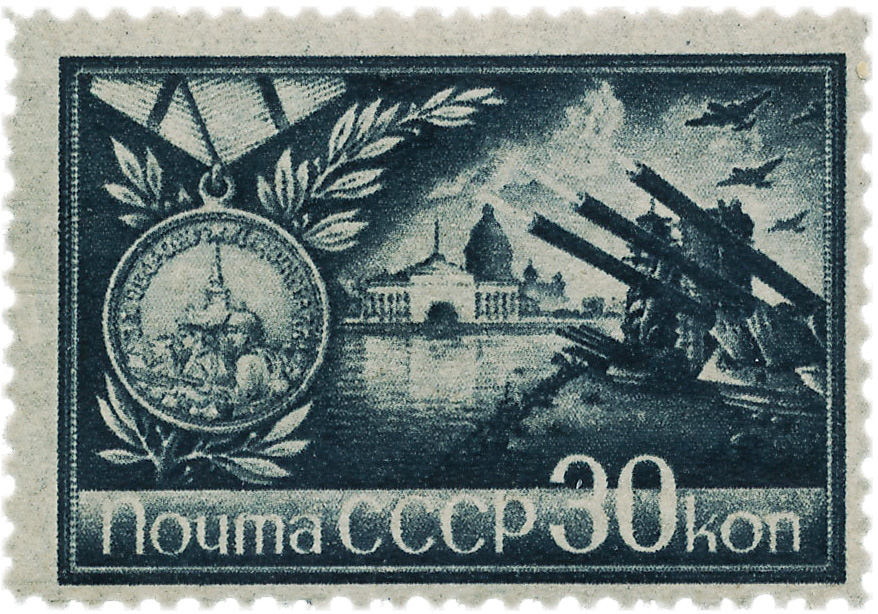
Ленинград
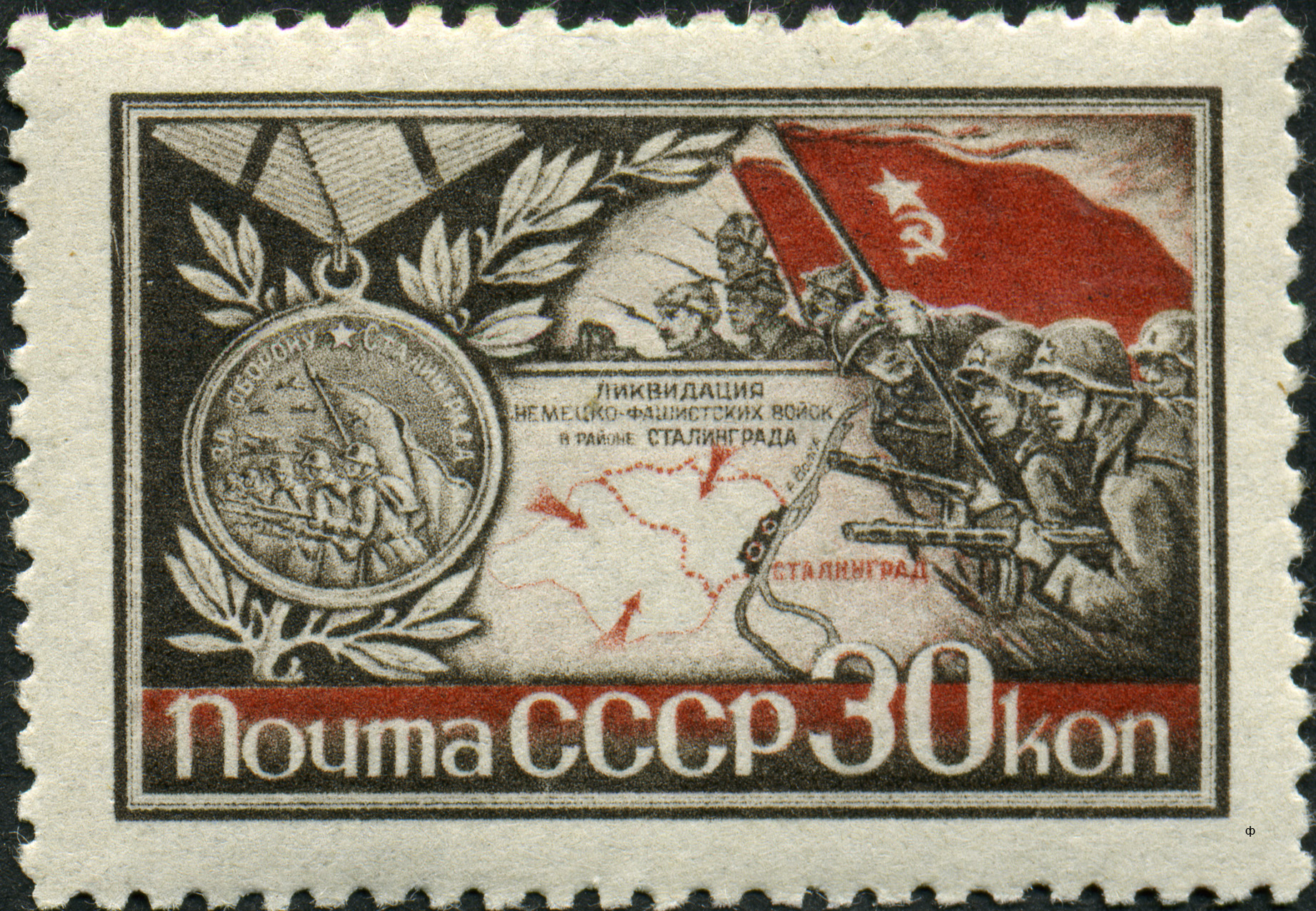
Сталинград
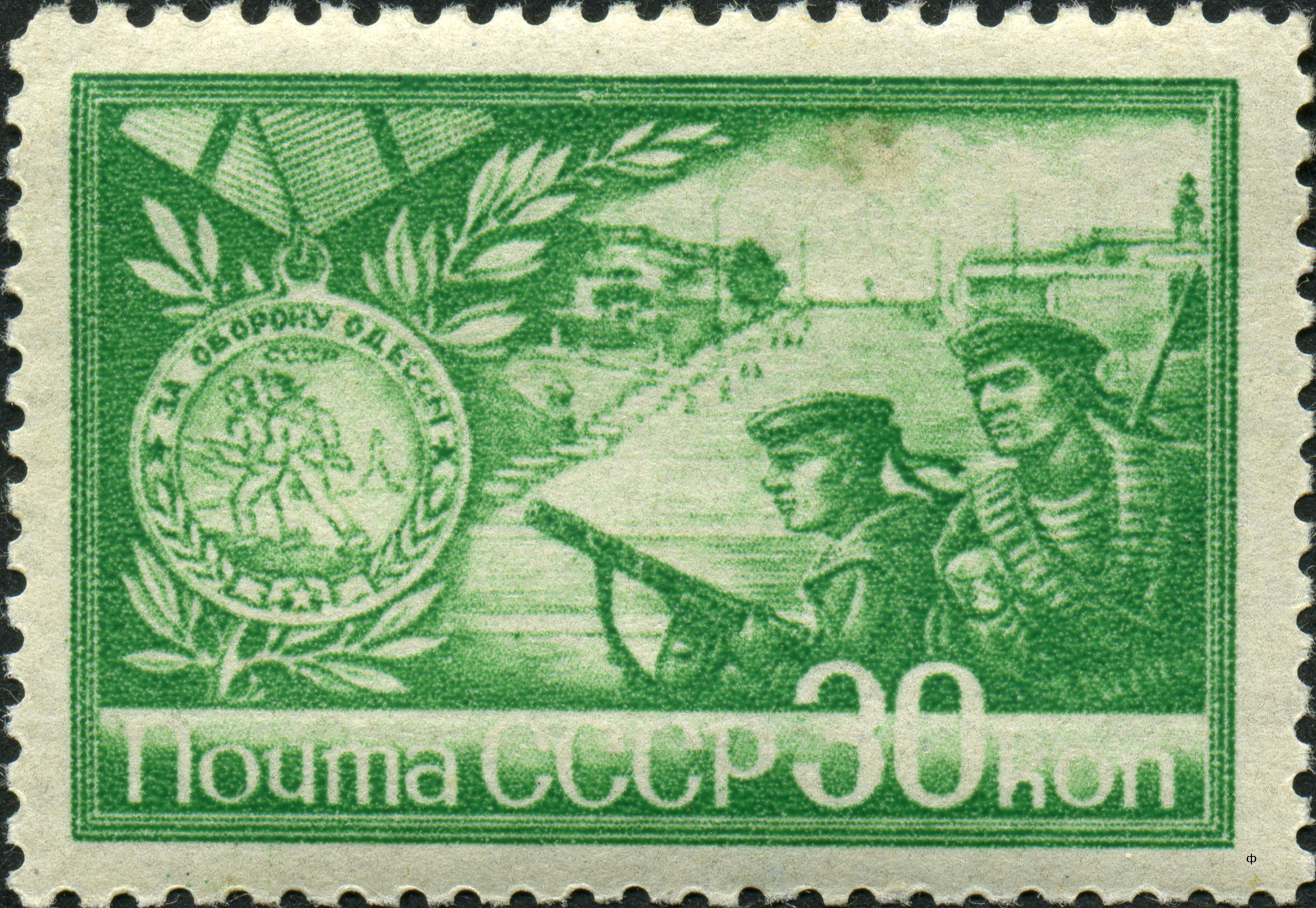
Одесса
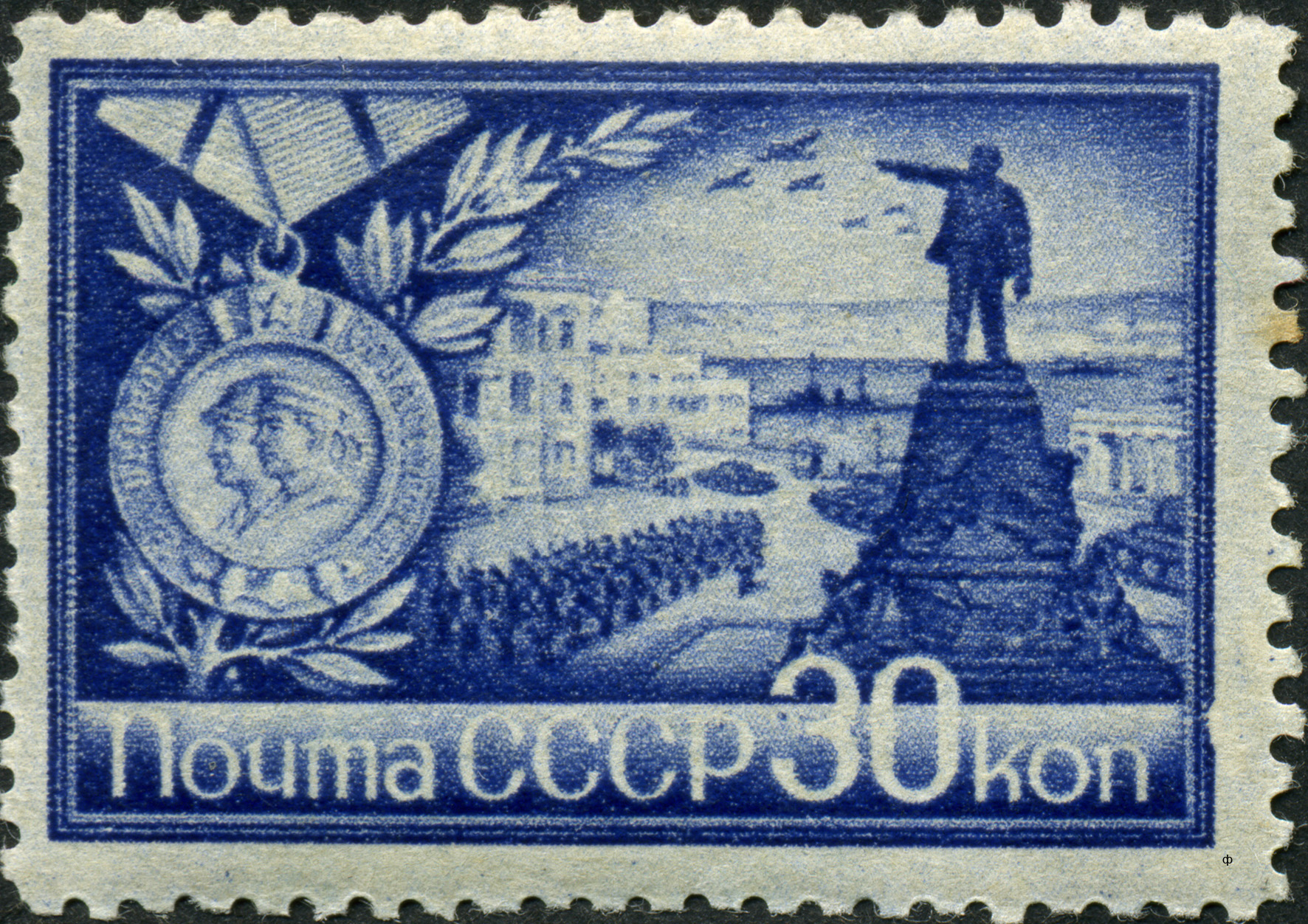
Севастополь

Советские почтовые марки 1965 года «Города-Герои»:

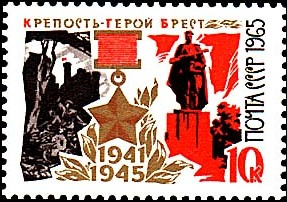
Брестская крепость
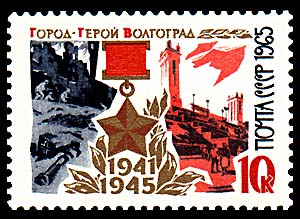
Волгоград
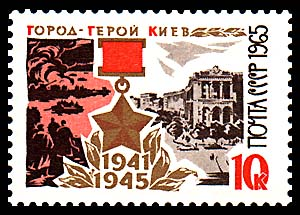
Киев
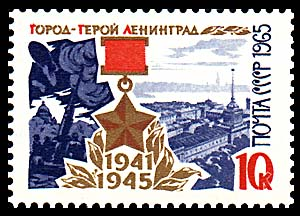
Ленинград
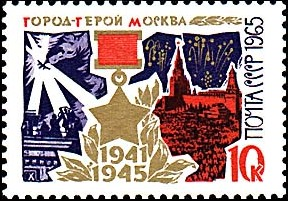
Москва
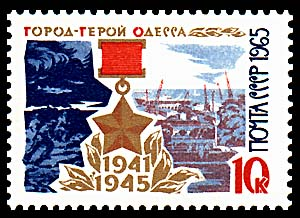
Одесса
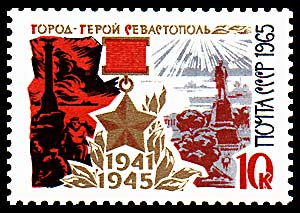
Севастополь

## Города-герои в других странах
В Югославии в 1970-х годах восьми городам присвоено звание города-героя с награждением орденом Народного героя, что аналогично присвоению звания «Город-герой» в СССР. Также подобные звания существуют на Кубе, во Вьетнаме и в Италии, а также в частично признанных Республике Абхазия, ДНР и ЛНР.
25 августа 1981 года руководящий совет Никарагуа постановил присвоить почётное звание «Город-герой» городам Эстели, Масая, Леон, Матагальпа и Манагуа.
6 марта 2022 года во время своего очередного обращения президент Украины Владимир Зеленский за проявленное мужество присвоил звание «Город-герой» городам Харькову, Чернигову, Мариуполю, Херсону, Гостомелю, Волновахе, а 24 марта — ещё четырём городам: Буче, Ирпеню, Николаеву и Ахтырке.